# Johannes von Welczeck
Johannes von Welczeck, né le 2 septembre 1878 à Laband (de), décédé le 11 octobre 1972 à Marbella (Espagne), est un diplomate allemand qui fut ambassadeur en poste à Paris de mars 1936 à août 1940.

## Biographie
Il est issu de la famille Welczeck (de) et est le fils du comte Bernhard von Welczeck (de) et de Louise von Hatzfeld-Trachenberg.
Il prit ses fonctions à l’ambassade au moment où Hitler rompit le traité de traité de Versailles (1919) et les accords de Locarno en envahissant la Rhénanie démilitarisée le 7 mars 1936.
Voici ce que le Deutsche Allgemeine Zeitung dit dans sa dépêche du 28 février 1936 :

« Les souhaits et les espérances du peuple allemand accompagnent l'ambassadeur von Welczeck à Paris, que nous considérons comme un de nos postes les plus importants à l'étranger. Espérons que la longue expérience diplomatique de M. von Welczeck profitera au rapprochement des deux peuples, rapprochement qui est d'une si grande importance pour l'Europe entière. »

On pensa un temps que von Welczec était la cible de l'attentat perpétré par Herschel Grynszpan dans les locaux de l'ambassade, 78 rue de Lille, et dont la victime fut le troisième conseiller, Ernst vom Rath.

## Référence
1. ↑  Journal Paris-Midi  daté du 28 février 1936 p.3 ; ref. BNF MICR D-83 uc80